# Jack McCloskey
John William "Jack" McCloskey (Mahanoy City, Pensilvania, 19 de septiembre de 1925 - Savannah, Georgia, 1 de junio de 2017) fue un jugador, entrenador y gerente deportivo de baloncesto estadounidense que disputó un partido en la NBA, desarrollando el resto de su carrera en la EPBL. Con 1,88 metros de estatura, jugaba en la posición de Base. Como entrenador, dirigió durante 16 años equipos de la NCAA, y dos temporadas más a los Portland Trail Blazers de la NBA. Como manager general ejerció el cargo durante 13 temporadas en los Detroit Pistons, y posteriormente en los Minnesota Timberwolves y los Toronto Raptors.

## Trayectoria deportiva

### Universidad
Jugó durante su etapa universitaria con los Quakers de la Universidad de Pensilvania, donde en su primera temporada además jugó con éxito a fútbol americano, siendo elegido All-American, y al béisbol. Al año siguiente tuvo que cumplir el servicio militar en el Ejército de los Estados Unidos, terminando sus estudios en 1948, siendo ya profesional.

### Profesional
Comenzó su andadura profesional en los Wilmington Bombers de la EPBL en 1946, fichando al año siguiente por los Lancaster Red Roses, con los que promedió 9,2 puntos por partido. En 1948 firma con los Pottsville Packers, con los que ganó el título de campeón en 1949, y al año siguiente se colocó entre los mejores anotadores del campeonato, promediando 17,7 puntos por partido.
En 1953 ficha por los Philadelphia Warriors de la NBA, pero únicamente disputa un partido, en el que anota 6 puntos y captura 3 rebotes. Regresó entonces a la EBL para jugar con los Sunbury Mercuries, donde permaneció dos temporadas, siendo elegido en ambas mejor jugador del campeonato, y años más tarde incluido en el mejor equipo del 50 aniversario de la competición.

### Entrenador
McCloskey regresó a Penn como entrenador principal en 1956, y en su primer año consiguió un balance negativo de 7 victorias y 19 derrotas, seguido por sendas temporadas con 13-12 y 12-14, antes de conseguir siete temporadas consecutivas con balance positivo, incluido el primer título de la Ivy League en 1966.
Esa sería su última temporada en los Quakers, ya que fichó entonces por los Wake Forest Demon Deacons, donde permaneció 6 temporadas, en las que logró un balance de 70 victorias y 89 derrotas, para un total en sus 16 años en la NCAA de 216 victorias y 194 derrotas, un 52,7% de partidos ganados.
En 1972 fichó por los Portland Trail Blazers de la NBA, con los que disputó dos temporadas, en las que consiguió 48 victorias y 116 derrotas. Posteriormente fue tres temporadas asistente de Jerry West en el banquillo de Los Angeles Lakers.

### General manager
En 1979 se hizo cargo del puesto de general manager de los Detroit Pistons, donde fue el artífice de la creación de los Bad Boys. Fue el responsable de la elección de Joe Dumars y Dennis Rodman en rondas bajas del draft, además de la adquisición de Bill Laimbeer y la selección en el Draft de la NBA de 1981 de Isiah Thomas, con los que formó un equipo capaz de hacer frente a los dominadores de la época, los Celtics y los Lakers, logrando los campeonatos de 1989 y 1990.
Elerció el mismo cargo sin tanto éxito en los Minnesota Timberwolves durante tres temporadas, y en los Toronto Raptors de forma interina en la temporada 2003-04.

## Estadísticas de su carrera en la NBA

### Temporada regular
| Temporada | Edad | Equipo                | Liga | Pos. | P | TIT | MIN  | TC  | TCA | %TC  | 3P | 3PA | %3P | TL  | TLA | %TL | R.OF. | R.DEF. | REB | ASIS | ROB | TAP | PER | FP  | PTS |
| 1952-53   | 27   | Philadelphia Warriors | NBA  | SG   | 1 |     | 16.0 | 3.0 | 9.0 | .333 |    |     |     | 0.0 | 0.0 |     |       |        | 3.0 | 1.0  |     |     |     | 2.0 | 6.0 |
| Total     |      |                       | NBA  |      | 1 |     | 16.0 | 3.0 | 9.0 | .333 |    |     |     | 0.0 | 0.0 |     |       |        | 3.0 | 1.0  |     |     |     | 2.0 | 6.0 |